# Dictyorbitolina
Dictyorbitolina es un género de foraminífero bentónico de la subfamilia Praedictyorbitolininae, de la familia Orbitolinidae, de la superfamilia Orbitolinoidea, del suborden Orbitolinina y del orden Loftusiida. Su especie tipo es Dictyorbitolina ichnusae. Su rango cronoestratigráfico abarca desde el Barremiense hasta el Aptiense (Cretácico inferior).

## Discusión
Clasificaciones previas incluían Dictyorbitolina en la subfamilia Orbitolininae, y en el suborden Textulariina del orden Textulariida o en el orden Lituolida.

## Clasificación
Dictyorbitolina incluye a la siguiente especie:
- Dictyorbitolina ichnusae